# Maništūšu-Obelisk
| Kudurru  | des Maništūšu von Akkad          |
| Maße     | H: 1,40 m; B: 0,6 m; T: 0,6 m    |
| Material | Diorit                           |
| Herkunft | Susa, heutiges Iran              |
| Zeit     | ca. 2270 v. Chr.                 |
| Ort      | Louvre Paris Inventarnummer Sb20 |

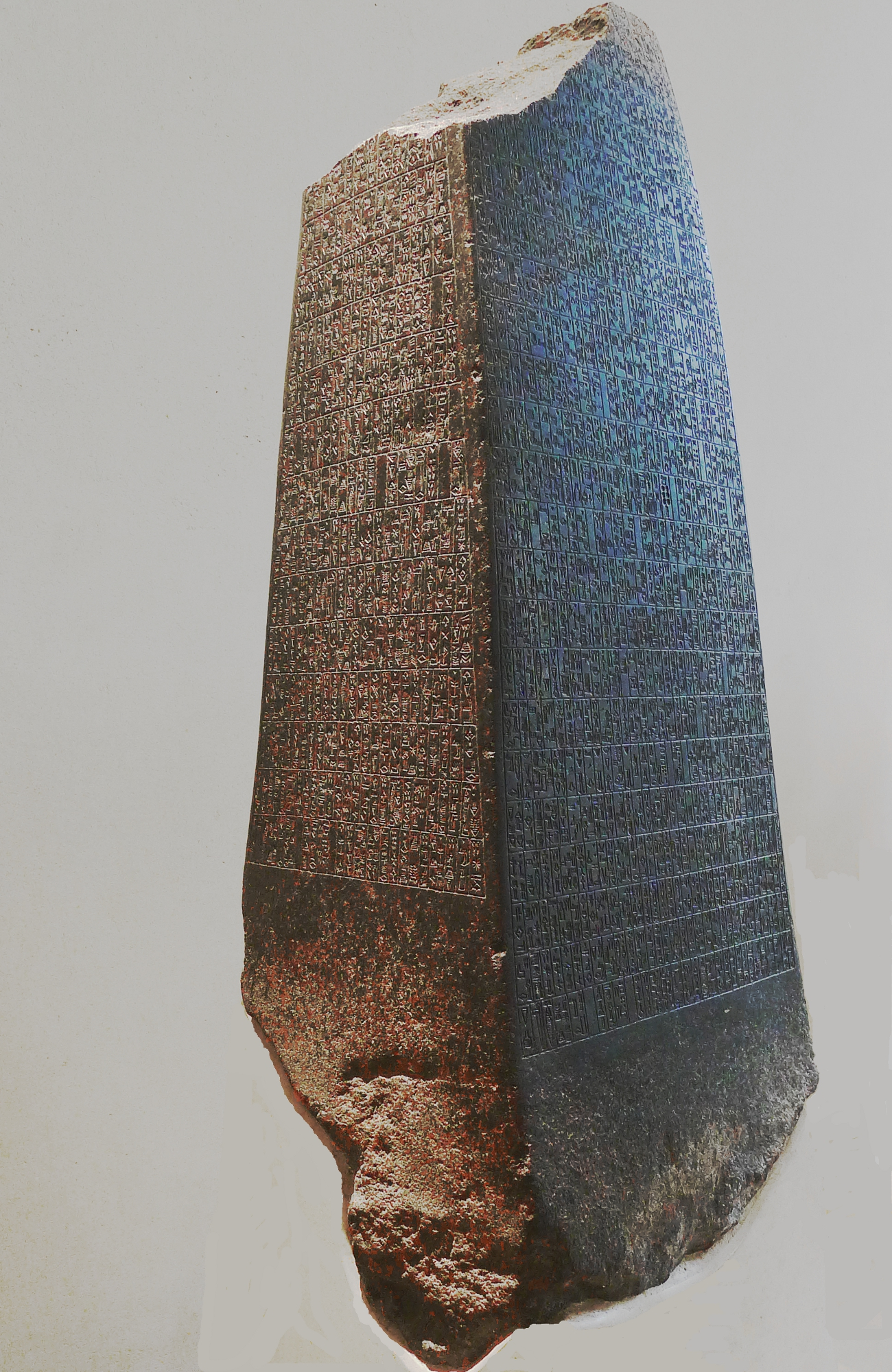

Der im 23. Jahrhundert v. Chr. entstandene Maništūšu-Obelisk ist ein akkadzeitliches Rechtsdokument. Er gibt in Keilschrift einen Vertrag des Königs Maništūšu über einen großen Länderkauf in Babylonien wieder.
Das Denkmal befindet sich heute im Département des Antiquités orientales des Musée du Louvre und trägt die Inventarnummer SB 20.

## Entdeckung und Historie
Der Obelisk wurde am 1. April 1898 bei Ausgrabungen im heutigen Schusch (Iran) gefunden. Der damalige Grabungsleiter war Jacques de Morgan, der seinen Fund erstmals in der Zeitschrift „Délégation en Perse, Mémoires“ von 1900 veröffentlichte. Im Rahmen seiner Ausgrabungen wurden weitere wichtige Funde gemacht, wie zum Beispiel die Narām-Sîn-Stele oder Bruchstücke mehrerer Stelen des Codex Hammurapi.
Der Maništūšu-Obelisk entstand ca. 2270 v. Chr. und wurde von König Maništūšu von Akkade, einem Sohn des Sargon von Akkad, in Auftrag gegeben. Nach Susa gelangte er neben anderen Monumenten wohl im 12. Jahrhundert v. Chr. als Beute des Königs von Elam, Šutruk-Naḫḫunte I. Der ursprüngliche Aufstellungsort ist unbekannt. Kathryn Slanski argumentiert für eine Aufstellung in einem Tempel.

## Beschreibung
Der Obelisk hat die Form einer schmalen vierseitigen Pyramide und eine Höhe von 1,40 m auf einer quadratischen Basis mit Seitenlänge von 60 cm. Die Spitze des Obelisken ist abgebrochen. Daneben fehlen einige Teile der Basis. Die Inschrift auf dem Rest des Monuments ist gut erhalten.
Die Bezeichnung Obelisk rührt von seiner typischen Form her. Im Übrigen werden Steine mit königlichen Landschenkungsurkunden in der Fachliteratur jedoch als Kudurru bezeichnet. Das Material und der Inhalt des Textes sind typisch für das 3. Jahrtausend vor Christus in Mesopotamien. Als Grund für die Aufstellung des Obelisken wird die öffentliche Bekanntmachung des dokumentierten Erwerbs vermutet.

### Material

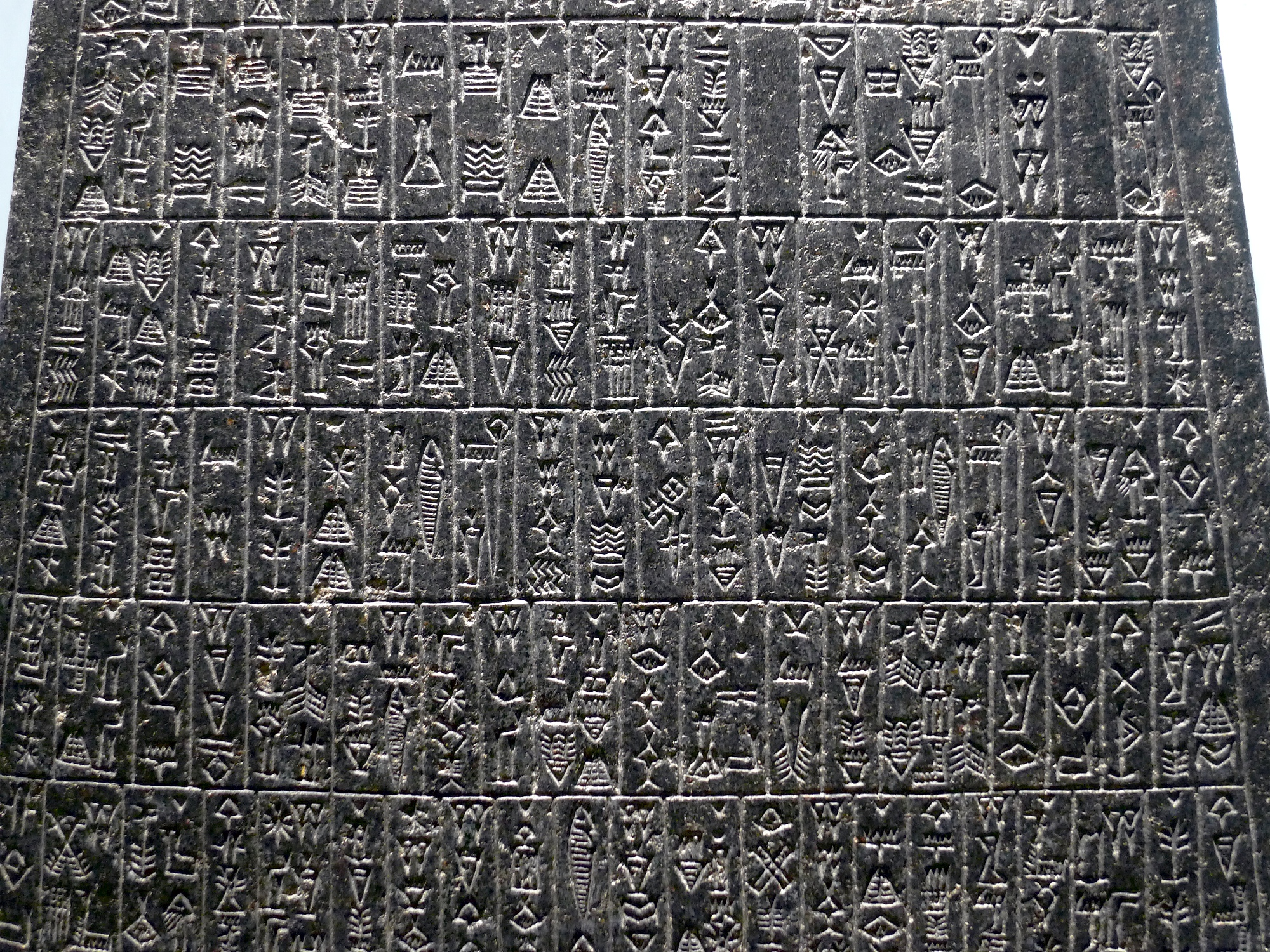
Die Keilinschrift

Das Monument wurde aus dem Hartgestein Diorit gefertigt. Dieses Material wurde für viele Kunstwerke dieser Zeit verwendet. Der Stein stammt wahrscheinlich aus dem „Land Magan“ (heutig Oman). Darauf deutet eine Inschrift auf einer Statue des Maništūšu aus demselben Stein:

„[…] Er pickte weg (von) den Bergen jenseits des 'Unteren Meeres' – (ihre) schwarzen Steine brach er und auf Schiffe lud er (sie) und ließ (sie) am Kai von Agade ankern. Sein Standbild verfertigte er und widmete (es) Enlil. […]“

### Inschrift
Die Inschrift ist in Keilschrift verfasst, die alle vier Seiten des Obelisken bedeckt. Obgleich sich die Schrift der von den Sumerern verwendeten Formen bedient, gibt sie den Text in akkadischer sprache wieder.
Der Text ist in insgesamt 1519 Kästchen unterteilt und umfasst 7600 Schriftzeichen. Dabei ist Seite A in 16 Spalten mit 337 Kästchen, Seite B in 14 Spalten mit 250 Kästchen, Seite C in 24 Spalten mit 601 Kästchen und Seite D in 22 Spalten mit 331 Kästchen aufgegliedert.
Der Inhalt der Inschrift berichtet, dass König Maništušu in der Gegend von Kiš, wo seine Dynastie ihren Ursprung hat, große Landkäufe getätigt habe. Es wird vom Ankauf von acht Parzellen Land mit insgesamt 3430 Hektar für 7,5 Talenten Silber im nördlichen Babylonien berichtet. Diese seien zu vier großen Gütern zusammengefasst und dann unter vier seiner Offiziere aufgeteilt worden, um sich ihre Treue zu sichern.
Jede Seite des Obelisken gibt eine Zusammenfassung der Einkäufe in Bezug auf einen der vier Güter.